# Shaunae Miller-Uibo
Shaunae Miller-Uibo (Nassau, 15 aprile 1994) è una velocista bahamense, campionessa olimpica dei 400 metri piani a Rio de Janeiro 2016 e Tokyo 2020.

## Progressione

### 200 metri piani
| Stagione | Tempo | Luogo    | Data      | Rank. Mond. |
| -------- | ----- | -------- | --------- | ----------- |
| 2022     | 22"32 | Nassau   | 25-6-2022 |             |
| 2021     | 22"03 | Clermont | 4-4-2021  |             |
| 2020     | 21"98 | Clermont | 25-7-2020 |             |
| 2019     | 21"74 | Zurigo   | 29-8-2019 |             |
| 2018     | 22"06 | Shanghai | 12-5-2018 |             |
| 2017     | 21"88 | Zurigo   | 24-8-2017 |             |
| 2016     | 22"05 | Kingston | 11-6-2016 |             |
| 2015     | 22"14 | Kingston | 9-5-2015  |             |
| 2014     | 22"87 | Athens   | 12-4-2014 |             |
| 2013     | 22"45 | Nassau   | 22-6-2013 |             |
| 2012     | 22"70 | Nassau   | 2-3-2012  |             |
| 2011     | 23"70 | Nassau   | 29-3-2011 |             |
| 2010     | 24"09 | Nassau   | 12-6-2010 |             |
| 2009     | 24"45 | Nassau   | 8-5-2009  |             |

### 400 metri piani
| Stagione | Tempo | Luogo          | Data      | Rank. Mond. |
| -------- | ----- | -------------- | --------- | ----------- |
| 2022     | 49"11 | Eugene         | 22-7-2022 |             |
| 2021     | 48"36 | Tokyo          | 6-8-2021  |             |
| 2020     | 50"52 | Montverde      | 4-7-2020  |             |
| 2019     | 48"37 | Doha           | 3-10-2019 |             |
| 2018     | 48"97 | Monaco         | 20-7-2018 |             |
| 2017     | 49"46 | Bruxelles      | 1-9-2017  |             |
| 2016     | 49"44 | Rio de Janeiro | 15-8-2016 |             |
| 2015     | 49"67 | Pechino        | 27-8-2015 |             |
| 2014     | 51"58 | Glasgow        | 28-7-2014 |             |
| 2013     | 50"70 | Eugene         | 7-6-2013  |             |
| 2012     | 51"25 | Freeport       | 27-5-2012 |             |
| 2011     | 51"84 | Lilla          | 8-7-2011  |             |
| 2010     | 52"45 | Moncton        | 20-7-2010 |             |
| 2009     | 55"52 | Nassau         | 27-6-2009 |             |

## Palmarès
| Anno | Manifestazione          | Sede           | Evento        | Risultato | Prestazione | Note                                     |
| ---- | ----------------------- | -------------- | ------------- | --------- | ----------- | ---------------------------------------- |
| 2010 | Mondiali U20            | Moncton        | 400 m piani   | Oro       | 52"52       |                                          |
| 2010 | Mondiali U20            | Moncton        | 4×400 m       | 4ª        | 3'33"43     | Miglior prestazione nazionale under 20   |
| 2011 | Mondiali U18            | Lilla          | 400 m piani   | Oro       | 51"84       | Miglior prestazione personale            |
| 2012 | Mondiali U20            | Barcellona     | 400 m piani   | 4ª        | 51"78       |                                          |
| 2012 | Giochi olimpici         | Londra         | 400 m piani   | Batteria  | dnf         |                                          |
| 2013 | Mondiali                | Mosca          | 200 m piani   | 4ª        | 22"74       |                                          |
| 2013 | Mondiali                | Mosca          | 4×100 m       | Batteria  | dq          |                                          |
| 2014 | Mondiali indoor         | Sopot          | 400 m piani   | Bronzo    | 52"06       |                                          |
| 2014 | Giochi del Commonwealth | Glasgow        | 400 m piani   | 6ª        | 53"08       |                                          |
| 2014 | Giochi del Commonwealth | Glasgow        | 4×400 m       | 7ª        | 3'34"86     |                                          |
| 2015 | World Relays            | Nassau         | 4×200 m       | Finale    | dq          |                                          |
| 2015 | Mondiali                | Pechino        | 400 m piani   | Argento   | 49"67       | Miglior prestazione personale            |
| 2015 | Mondiali                | Pechino        | 4×400 m       | Batteria  | 3'28"46     | Record nazionale                         |
| 2016 | Giochi olimpici         | Rio de Janeiro | 400 m piani   | Oro       | 49"44       | Miglior prestazione personale            |
| 2017 | World Relays            | Nassau         | 4×400 m       | Batteria  | 3'34"40     | Miglior prestazione personale stagionale |
| 2017 | World Relays            | Nassau         | 4×400 m mista | Oro       | 3'14"42     |                                          |
| 2017 | Mondiali                | Londra         | 200 m piani   | Bronzo    | 22"15       |                                          |
| 2017 | Mondiali                | Londra         | 400 m piani   | 4ª        | 50"49       |                                          |
| 2018 | Giochi del Commonwealth | Gold Coast     | 200 m piani   | Oro       | 22"09       | Record dei Giochi                        |
| 2019 | Mondiali                | Doha           | 400 m piani   | Argento   | 48"37       | Record nord-centroamericano              |
| 2021 | Giochi olimpici         | Tokyo          | 200 m piani   | 8ª        | 24"00       |                                          |
| 2021 | Giochi olimpici         | Tokyo          | 400 m piani   | Oro       | 48"36       | Record nord-centroamericano              |
| 2022 | Mondiali indoor         | Belgrado       | 400 m piani   | Oro       | 50"31       | Miglior prestazione personale stagionale |
| 2022 | Mondiali                | Eugene         | 400 m piani   | Oro       | 49"11       | Miglior prestazione mondiale stagionale  |
| 2022 | Campionati NACAC        | Freeport       | 400 m piani   | Oro       | 49"40       | Record dei campionati                    |
| 2023 | Mondiali                | Budapest       | 400 m piani   | Batteria  | 52"65       |                                          |
| 2024 | World Relays            | Nassau         | 4×400 m mista | Batteria  | 3'14"86     |                                          |
| 2024 | Giochi olimpici         | Parigi         | 400 m piani   | Batteria  | 2'29"29     |                                          |

## Campionati nazionali
- 3 volte campionessa nazionale dei 200 m piani (2017, 2021, 2022)
- 7 volte campionessa nazionale dei 400 m piani (2010, 2014, 2015, 2016, 2019, 2021, 2022)
- 1 volta campionessa nazionale del salto in alto (2018)
- 1 volta campionessa nazionale del getto del peso (2018)

2010
- Oro ai campionati bahamensi assoluti, 400 m piani - 53"13

2014
- Oro ai campionati bahamensi assoluti, 400 m piani - 51"86

2015
- Oro ai campionati bahamensi assoluti, 400 m piani - 50"69

2016
- Oro ai campionati bahamensi assoluti, 400 m piani - 52"17

2017
- Oro ai campionati bahamensi assoluti, 200 m piani - 22"21

2018
- Oro ai campionati bahamensi assoluti, salto in alto - 1,70 m
- Oro ai campionati bahamensi assoluti, getto del peso - 11,48 m

2019
- Oro ai campionati bahamensi assoluti, 400 m piani - 49"59

2021
- Oro ai campionati bahamensi assoluti, 200 m piani - 22"18
- Oro ai campionati bahamensi assoluti, 400 m piani - 50"48

2022
- Oro ai campionati bahamensi assoluti, 200 m piani - 22"32
- Oro ai campionati bahamensi assoluti, 400 m piani - 52"62

## Altre competizioni internazionali
2017
- Vincitrice della Diamond League nella specialità dei 200 m piani
- Vincitrice della Diamond League nella specialità dei 400 m piani

2018
- Oro in Coppa continentale ( Ostrava), 200 m piani - 22"16
- Oro in Coppa continentale ( Ostrava), 4×100 m - 42"11
- Oro in Coppa continentale ( Ostrava), 4×400 m mista - 3'13"01
- Vincitrice della Diamond League nella specialità dei 200 m piani

2019
- Vincitrice della Diamond League nella specialità dei 200 m piani

2020
- Argento alla Weltklasse Zürich ( Zurigo), 150 m piani - 17"15